# Marble Hill (Nueva York)
Marble Hill es el barrio más septentrional del distrito de Manhattan en la ciudad de Nueva York. Es una de las pocas áreas dentro del municipio de Manhattan que no se encuentra en la isla de Manhattan. Marble Hill fue ocupado como un asentamiento colonial holandés en 1646 y obtuvo su nombre actual en 1891 debido a los depósitos de mármol (en inglés, marble) debajo del vecindario.
Políticamente parte del condado de Nueva York, Marble Hill se convirtió en una isla en el río Harlem cuando se separó de la isla de Manhattan por la construcción del Canal de Navegación de Harlem en 1895. En 1914, el río Harlem en el lado norte de Marble Hill se desvió por completo hacia el canal, con un vertedero que conectaba el vecindario con el Bronx. Los límites del vecindario son aproximadamente entre Terrace View Avenue y Johnson Avenue hacia el oeste, entre las calles 228 y 230 hacia el norte, y atraviesa Marble Hill Houses y el centrocomercial River Plaza hacia el este.
Debido a este cambio en la topografía, Marble Hill a menudo se asocia con el Bronx y es parte del Distrito Comunitario 8 del Bronx. Además, Marble Hill tiene un código postal de Bronx de 10463, y cuenta con el servicio de la comisaría 50 del Departamento de Policía de la ciudad de Nueva York, con sede en el Bronx. A diferencia del resto de Manhattan, tiene los códigos de área de Bronx 718, 347 y 929, que están superpuestos por el código de área de toda la ciudad 917.

## Historia

### Colonización
Marble Hill ha estado ocupado desde el período colonial holandés. El 18 de agosto de 1646, el gobernador Willem Kieft, el director holandés de Nueva Holanda, firmó una concesión de tierras a Mattius Jansen van Keulan y Huyck Aertsen que incluía la totalidad de la comunidad actual. Johannes Verveelen solicitó a las autoridades de Harlem que trasladaran su ferry de lo que ahora es Río Este con la calle 125 al arroyo Spuyten Duyvil porque el arroyo era lo suficientemente poco profundo como para vadearlo, proporcionando así un medio para evadir el peaje. La carta de ferry se concedió en 1667. Muchos colonos sortearon el peaje del ferry cruzando el arroyo desde el norte de Marble Hill hasta la moderna Kingsbridge, en El Bronx, un punto donde era factible vadear o nadar a través de las aguas. En 1669, Verveelen trasplantó su ferry al extremo norte de Marble Hill, en lo que hoy es Broadway con la calle West 231.

#### Puentes
Dos puentes conectaban Marble Hill con el continente: el puente de Kingsbridge y el puente Dyckman Free. En 1693, Frederick Philipse, un noble holandés que había jurado lealtad a la corona tras la toma de posesión británica de los Nuevos Países Bajos holandeses, construyó el Puente del Rey (Kingsbridge) en Marble Hill, cerca de lo que ahora es la calle West 230 en el Bronx. Originalmente un comerciante en Nueva Ámsterdam, Philipse había comprado vastas propiedades en lo que entonces era el condado de Westchester. Con el título de Señor de Philipse Manor, estableció una plantación y un depósito de aprovisionamiento para su negocio de envío río arriba en el Hudson en la actual Sleepy Hollow. Su puente de peaje proporcionó acceso y abrió su tierra a la colonización. Más tarde, llevó el Boston Post Road.

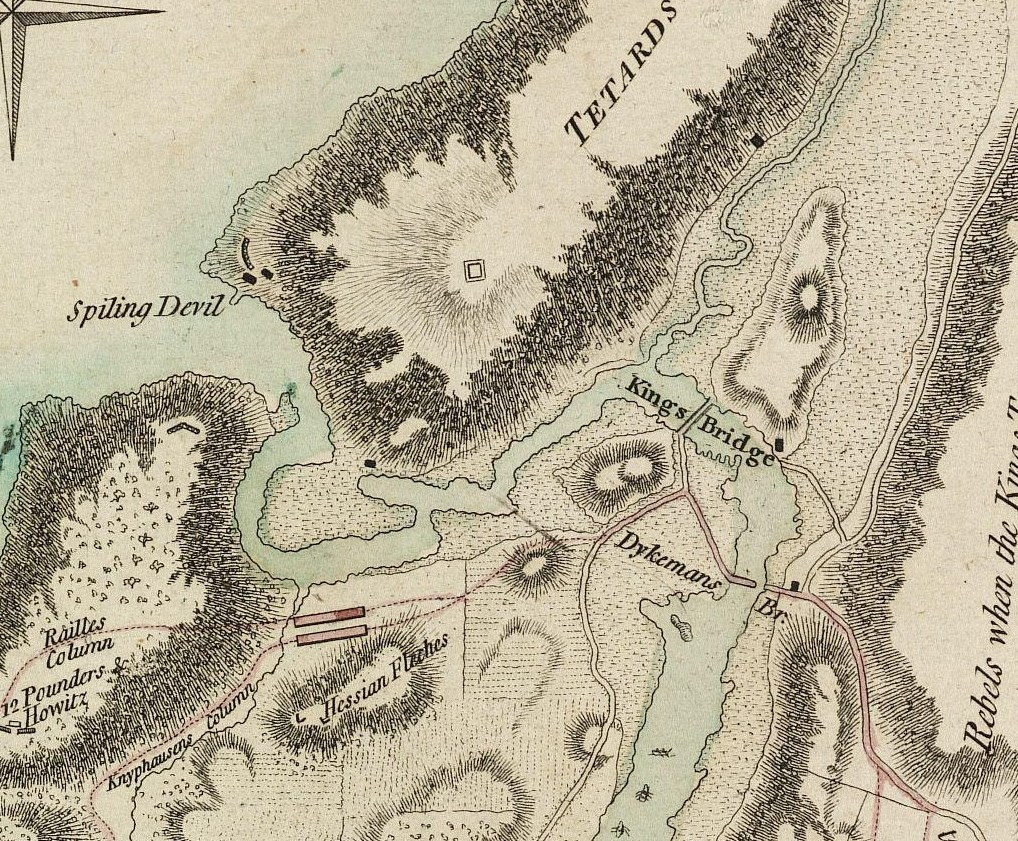
Curso original del arroyo Spuyten Duyvil y ubicación del área de Marble Hill, que en ese entonces era una península de la isla de Manhattan

En 1758, Jacob Dyckman y Benjamin Palmer construyeron el puente Dyckman Free. Este se inauguró el 1 de enero de 1759. Su finalidad era servir a los campesinos que no podían pagar el peaje. Más tarde se estableció el servicio de diligencias en todo el tramo. El nuevo puente procedió a eliminar gran parte del tráfico del Puente del Rey.
Uno de los lugares de visita locales durante este período fue una taberna operada por la familia Dyckman. Tenían una taberna llamada Black Horse Inn, ubicada justo al sur de McGowan's Pass en lo que ahora es East Drive de Central Park, cerca de la calle 102. Los Dyckman vendieron el Black Horse para financiar una nueva operación en el lado oeste de Broadway y la calle 226 que iba a ser administrada por Benjamin Palmer, propietario de una propiedad en City Island. Estaba situado para atender el tráfico de ambos puentes. En 1772, los Dyckman vendieron la taberna a Caleb Hyatt y el nombre del nuevo propietario la conoció como la Taberna Hyatt at the Free Bridge.

### Durante la Revolución de las Trece Colonias
Cuando estallaron las hostilidades al comienzo de la Revolución de las Trece Colonias, el Ejército Continental construyó un fuerte en Marble Hill como parte de una línea de defensa en el área. En noviembre de 1776, las fuerzas de Hesse tomaron el fuerte y lo rebautizaron como Fuerte Príncipe Carlos en honor a Carlos Guillermo Fernando de Brunswick, cuñado de Jorge III del Reino Unido. A pesar de las creencias contrarias, los dos puentes sirvieron como rutas de escape para las fuerzas estadounidenses en retirada después de la Batalla de Fort Washington el 16 de noviembre de 1776. El último de estos puentes fue destruido durante la guerra. En enero de 1777, se realizó un ataque estadounidense en el área de Marble Hill contra los ocupantes de Hesse. Esta incursión en particular estuvo bajo el mando del general William Heath, que, cuando se abrieron los cañones, obligó a los hessianos a retirarse de la taberna al fuerte para devolver el fuego.

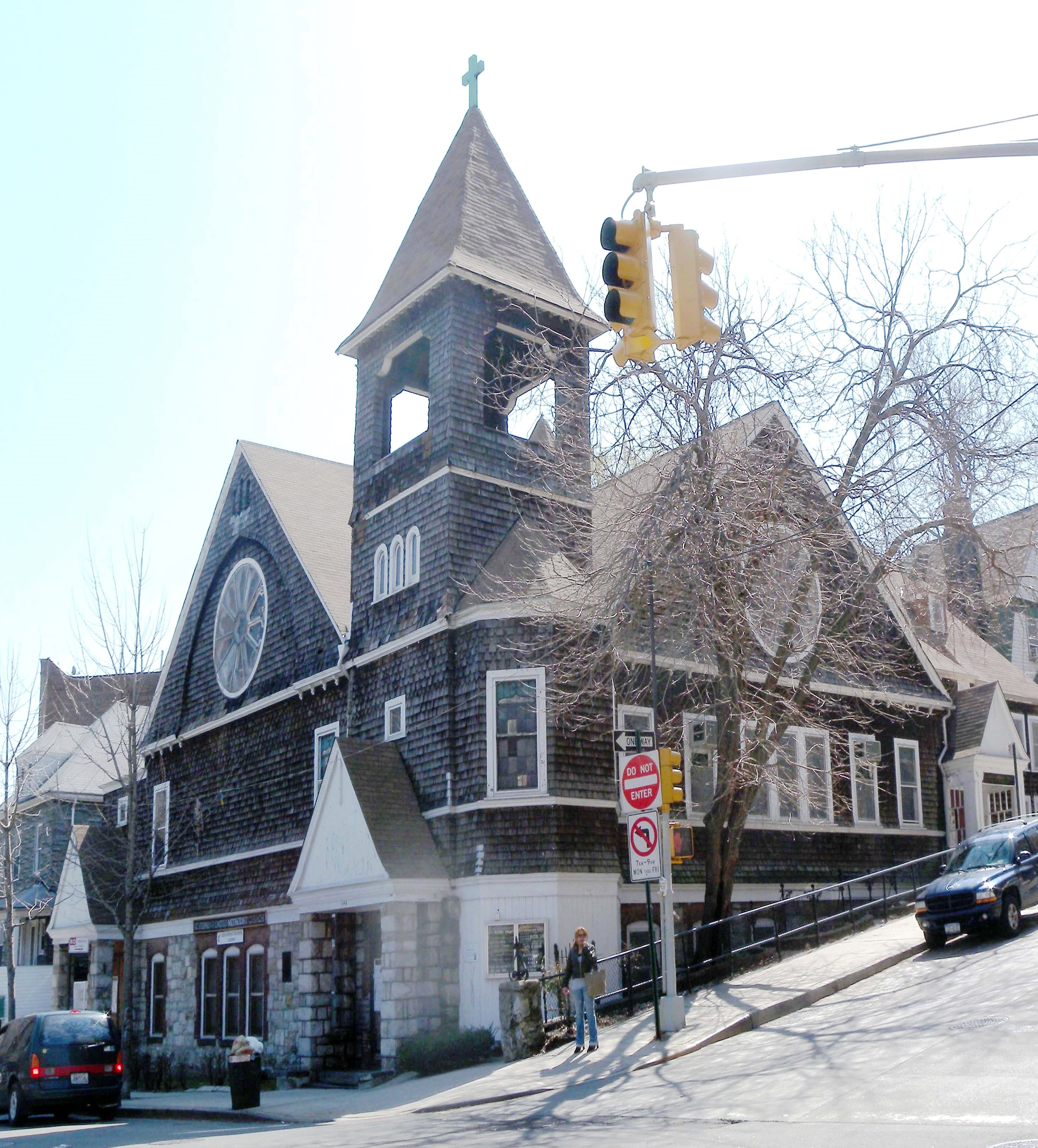
Iglesia Metodista Unida de San Esteban

La Taberna Hyatt permaneció en la familia Hyatt hasta 1807, cuando fue alquilado a James Devoe. El edificio finalmente fue demolido, seguido por el Kingsbridge Hotel en el lado este de Broadway en la calle 226. El hotel tenía un techo abuhardillado y una torreta central. Atendió a los pescadores y deportistas que llegaban al área ya sea por medio de la Compañía Ferroviaria del Río Hudson o mediante el servicio de botes por el Río Harlem. Una de las especialidades del restaurante era tortuga, un plato muy popular. El negocio del hotel decayó cuando se amplió Broadway y se perdió el interés de la comunidad. El hotel finalmente se deterioró y fue demolido en 1917.
Philipse Manor también pasó a manos de la legislatura estatal después de la guerra. Después, el Puente del Rey quedó libre. En 1817, Curtis y John Bolton compraron un terreno en el área y construyeron una carretera llamada Bolton Road. Su casa estaba en el lado sur de la comunidad e incluía un molino de mármol.
El nombre de Marble Hill fue concebido cuando a Darius C. Crosby se le ocurrió el nombre en 1891 de los depósitos de mármol dolomita subyacentes a 30,5 a 152,4 m, una roca relativamente blanda que aflora en Inwood y Marble Hill, conocida como mármol de Inwood. El mármol se extrajo para los edificios federales en el Lower Manhattan cuando Nueva York era la capital de los Estados Unidos en la década de 1780.
La Iglesia Metodista Unida de San Esteban, un elemento comunitario desde su construcción en 1898, está ubicada en la calle 228 y la avenida Marble Hill. Es la tercera estructura del mismo nombre, así como uno de los edificios más antiguos que quedan en Marble Hill. La congregación se fundó en Mosholu Parkway en 1826 y se incorporó una década después, lo que la convierte en una de las primeras instituciones religiosas de la zona. Se mudó a otra estructura en Riverdale en 1876. El edificio de la iglesia fue restaurado en la década de 1950 y nuevamente en 2010. Una de sus esquinas, la más cercana al cruce, tiene un alto campanario. Hay vidrieras circulares que dan a ambas calles. En el interior hay una configuración inspirada en el Plan Akron con balcones y un auditorio que se presenta como un anfiteatro. Uno de los pastores de San Esteban fue el reverendo William Tieck, quien sirvió en la iglesia de 1946 a 1977. Tieck fue el historiador oficial del condado de Bronx de 1989 a 1996 y fue autor de varios libros sobre el Bronx.

### Separación de la isla de Manhattan

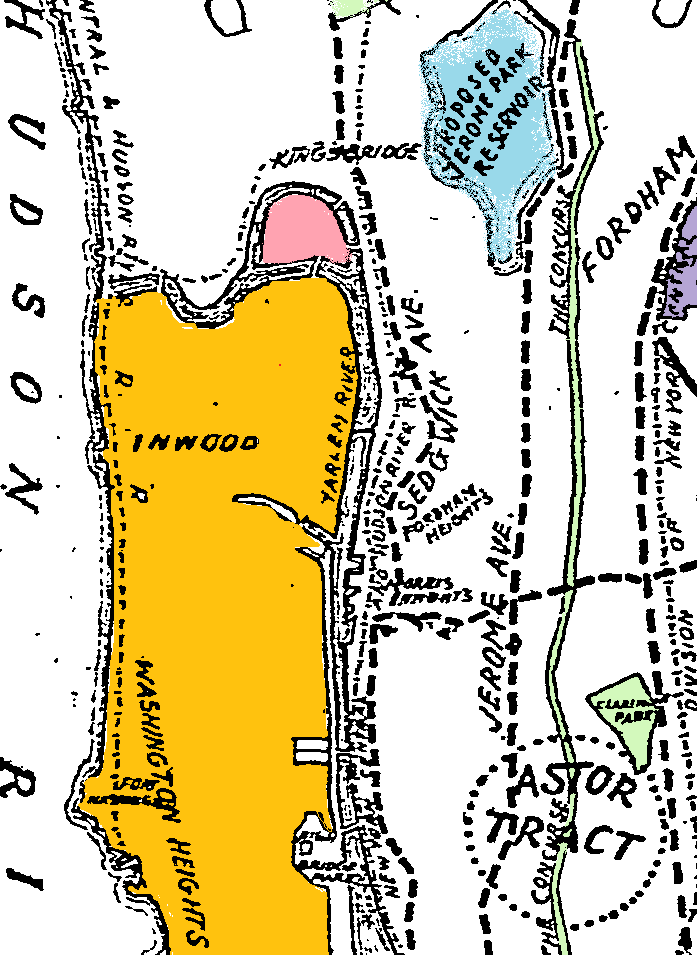
Detalle de un mapa de 1896 que muestra Marble Hill (rosa) como una isla

Después de un aumento en el tráfico de barcos en la década de 1890, el Cuerpo de Ingenieros del Ejército determinó que se necesitaba un canal ancho para una ruta de navegación entre los ríos Hudson y Harlem. Tal canal se había propuesto desde principios del siglo XIX. En la década de 1810, se había excavado un canal estrecho a través del extremo sur de Marble Hill hacia la calle 222, conocido como "Canal de Boltons" o "Canal de Dyckman".
La construcción de tal vía fluvial, el canal de navegación del río Harlem, finalmente comenzó en enero de 1888. El canal debía tener 122 m de ancho y una profundidad de 5 m. Se cortaría directamente a través de la roca de Dyckman's Meadow, haciendo un curso directo hacia el río Hudson.
La primera sección del canal, el corte en Marble Hill, se completó en 1895 y se inauguró el 17 de junio de ese año. Se llevaron a cabo varias festividades, incluidos desfiles, para conmemorar la ocasión. Esto convirtió a Marble Hill en una isla delimitada por el canal al sur y el curso original del río Harlem al norte. La Carta del Gran Nueva York de 1897 designó a Marble Hill como parte del distrito de Manhattan. Se abrió un puente sobre la antigua alineación del arroyo Marble Hill en 1900, que lleva a Broadway. La superestructura del puente fue demolida poco después, con la construcción del metro IRT sobre Broadway en 1904.
A partir del 1 de enero de 1914, mediante una ley de la Legislatura del Estado de Nueva York, se creó el condado de Bronx, pero Marble Hill permaneció como parte del condado de Nueva York. Posteriormente, en 1914, el antiguo río se rellenó con 21 ha de vertedero, conectando físicamente Marble Hill con el Bronx y el resto del continente norteamericano. Los puentes King's y Dyckman Free fueron cubiertos. El puente que lleva a Broadway sobre la antigua alineación del arroyo en la calle 230 fue destruido a fines de la década de 1920. En 210 West 230th Street, en la esquina suroeste con Broadway, hay una placa que designa el área como el sitio del King's Bridge. El sitio del puente libre de Dyckman se encuentra en los terrenos de las actuales Marble Hill Houses.

## Características

### Viviendas
Los edificios de apartamentos de seis pisos se construyeron en el siglo XX y, a principios de la década de 1950, llegó la renovación urbana al área. Se construyó un complejo delimitado por Broadway, Exterior Street y la calle 225 y se llamó Marble Hill Houses. Esta propiedad fue adquirida por la ciudad de Nueva York el 26 de agosto de 1948. Las casas se completaron en 1952. Parte de la adquisición se convirtió en Marble Hill Playground, que está ubicado en Marble Hill Avenue entre las calles 228 y 230. A pesar del nombre, solo siete de las 11 torres están en Marble Hill; los otros cuatro están en Kingsbridge.
De los 4000 hogares de Marble Hill, solo 135 vivían en casas privadas a 1995, frente a 138 hogares de este tipo en 1989. La mayoría de los 9481 residentes de Marble Hill (según el censo de Estados Unidos de 2010) viven en Marble Hill Houses. También hay edificios de apartamentos art déco que bordean algunas calles. Estos edificios incluso cuentan con un callejón peatonal, Marble Hill Lane, de manera similar a Inwood y los vecindarios circundantes del Bronx.
Las residencias privadas en Marble Hill incluyen casas independientes de uno y dos pisos. No es raro ver una casa unifamiliar al lado de un edificio de apartamentos de varios niveles en Marble Hill. El vecindario se describe como acogedor, con vecinos que se cuidan unos a otros y una sensación de "espíritu comunitario". Los bloques de Marble Hill con estas casas de un solo piso fueron descritos como un "secreto bien guardado": relativamente baratos, con amplio espacio y un patio trasero. En 1995, un reportero escribió sobre estas casas: "¿En qué otro lugar de Manhattan puede encontrar una casa de tres pisos y seis dormitorios en una calle tranquila y arbolada con un ático, un sótano, un porche delantero cerrado y una bonita fachada para venta por 174 000 dólares? ¿O una casa para tres familias con seis dormitorios en una calle arquitectónicamente magnífica con un precio inicial de 295 000 dólares?".

### Nomenclatura urbana
Muchas de las calles del vecindario recibieron el nombre de los colonos holandeses de Marble Hill. Por ejemplo, Teunissen Place, un callejón sin salida en la avenida Terrace View al oeste del vecindario, lleva el nombre de Tobias Teunissen, un lavador de lana de Leiden, que llegó al área en 1636. Solicitó y recibió una concesión de tierras para vivir en Inwood, cerca de la calle 213. De vez en cuando había trabajado en la granja De La Montagne, que estaba en lo que ahora es la sección de Harlem de Manhattan.: 98 Teunissen murió en una incursión india en 1655, y su esposa e hijo fueron rehenes hasta que las autoridades holandesas los rescataron. Los Dyckman y los Nagle, que poseían tierras en Inwood, compraron la propiedad de Teunissen en 1677.: 356 
La avenida Adrian lleva el nombre de Adriaen van der Donck, uno de los primeros abogados de Nueva Ámsterdam. Con permiso, compró una franja de tierra de las tribus nativas locales en 1646. Esta tierra se extendía desde Spuyten Duyvil hasta la actual Yonkers a lo largo de la costa de Hudson.
Van Corlear Place, que comprende la mitad de una calle en forma de U que se curva alrededor de Marble Hill, tiene viviendas independientes para una y dos familias, además de algunas casas adosadas de ladrillo. Recibió el nombre de Anthony Van Corlaer, un mensajero del gobernador general de Nueva Ámsterdam, Peter Stuyvesant, que fue enviado al Bronx continental en busca de soldados de respaldo tras los informes de intentos de las fuerzas británicas de apoderarse de Nueva Ámsterdam. En el libro de Washington Irving A History of New York, se dice que van Corlaer se ahogó mientras cruzaba el arroyo Spuyten Duyvil. El nombre de la calle está mal escrito.
Jacobus Place, la otra mitad de la forma de U que incluye Van Corlear Place, tiene un gran edificio de apartamentos de ladrillo y casas privadas independientes con diversos diseños. Lleva el nombre de Jacob (Jacobus) Dyckman, el propietario de la Taberna Dyckman Tavern y patrocinador del Puente Libre Dyckman Free.

## Centro comercial

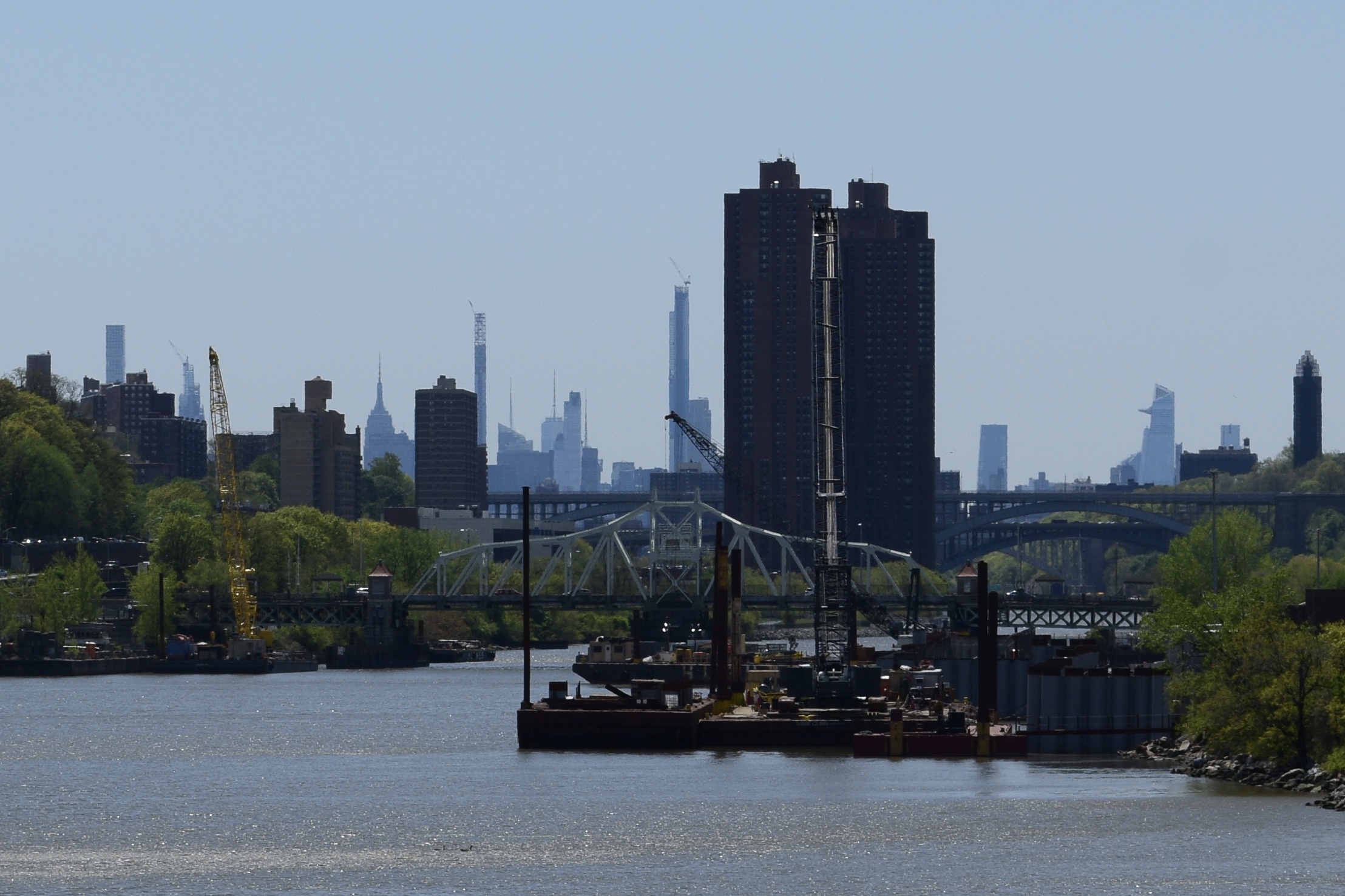
Skyline de Manhattan desde el estacionamiento de River Plaza

El River Plaza, un centro comercial ubicado en 40 West 225th Street entre Broadway y Exterior Street y con vista al río Harlem, abrió sus puertas en agosto de 2004. Es el centro comercial de Marble Hill. Costó 90 millones de dólares y tiene una superficie de 21 832 m². El centro comercial, cuyos pasillos entre las tiendas son al aire libre, cuenta con un estacionamiento de 640 plazas en la azotea. En 2002, antes de la construcción, los desarrolladores compraron terrenos adyacentes de seis propietarios, siendo el edificio más grande de estos lotes un edificio en deterioro, de 3 1⁄2 pisos, un almacén de 30 286 m² de propiedad del Hospital presbiteriano de Nueva York. Como el edificio no podía renovarse a un precio suficientemente bajo, fue demolido. El centro comercial se construyó sobre una base de suelo blando y un nivel freático poco profundo, por lo que los constructores tuvieron que colocar 1500 pilotes de acero rematados con hormigón para cimentarlo. El edificio terminado fue diseñado para conservar las vistas de puntos de referencia como el Puente George Washington y el Empire State Building.

## Demografía
A efectos del censo, el gobierno de la ciudad de Nueva York clasifica a Marble Hill como parte de un área de tabulación de vecindario más grande que abarca Inwood y Marble Hill. Según los datos del censo de Estados Unidos de 2010, la población de Inwood y Marble Hill era de 46 746, un cambio de -2341 (-5 %) de los 49 087 contados en 2000. Con una superficie de 164 ha, el barrio tenía una densidad de población de 28 500 hab./km². La composición racial del vecindario era 15,1 % (7060) blanca, 9,1 % (4239) afroamericana, 0,1 % (64) nativa americana, 1,9 % (884) asiática, 0 % (5) isleña del Pacífico, 0,4 % (179) de otras razas, y 1% (458) de dos o más razas. Hispanos o latinos de cualquier raza eran el 72,4% (33 857) de la población.
La composición racial de Marble Hill e Inwood cambió moderadamente de 2000 a 2010, siendo los cambios más significativos la disminución de la población negra en un 13 % (661) y la disminución de la población hispana/latina en un 5 % (1880). Por su parte, la población blanca creció un 5% (335) y siguió siendo minoritaria, al igual que la población asiática que creció un 11% (86); la pequeña población de todas las demás razas disminuyó en un 24% (221).
La totalidad del Distrito Comunitario 8 del Bronx, que comprende Marble Hill, así como Kingsbridge, Riverdale, Spuyten Duyvil, Fieldston y Van Cortlandt Village, tenía 102 927 habitantes según el Perfil de Salud Comunitario de 2018 de NYC Health, con una expectativa de vida promedio de 80.9 años.: 2, 20 Se trata de la esperanza de vida ligeramente más baja que la mediana de 81,2 para todos los vecindarios de la ciudad de Nueva York.: 53 (PDF p. 84) La mayoría de los habitantes son niños y adultos de mediana edad: el 28% tiene entre 25 y 44 años, mientras que el 25% tiene entre 45 y 64 años y el 20% tiene entre 0 y 17 años. La proporción de residentes mayores y en edad universitaria fue menor, con un 9 % y un 18 %, respectivamente.: 2 
A partir de 2019, el ingreso familiar promedio en el Distrito 8 de la comunidad del Bronx fue de $ 47,000 en comparación con 53 000 dólares en toda la ciudad. En 2019, aproximadamente el 15 % de los residentes vivían en la pobreza, en comparación con el 25 % en todo el Bronx y el 20 % en toda la ciudad de Nueva York. Uno de cada once residentes (9%) estaba desempleado, en comparación con el 13% en el Bronx y el 9% en la ciudad de Nueva York. La carga del alquiler, o el porcentaje de residentes que tienen dificultades para pagar el alquiler, es del 52 % en el Distrito Comunitario 8, en comparación con las tasas del 58 % y el 51 % en todo el municipio y la ciudad, respectivamente. Según este cálculo, a partir de 2018, no se considera que el Distrito Comunitario 8 se esté gentrificando: según el Perfil de Salud Comunitario, el distrito no era de bajos ingresos en 1990.: 7 

## Policía y crimen
Marble Hill está patrullada por el Precinto 50 de la policía de Nueva York en el Bronx, ubicado en 3450 Kingsbridge Avenue. El Recinto 50 tiene una tasa de delincuencia más baja que en la década de 1990, y los delitos en todas las categorías han disminuido en un 79,9 % entre 1990 y 2020. El recinto reportó 3 asesinatos, 12 violaciones, 88 robos, 158 agresiones graves, 150 robos con allanamiento de morada, 461 hurtos mayores y 152 hurtos mayores de automóviles en 2020.
A 2018, el Distrito Comunitario 8 del Bronx tiene una tasa de hospitalización por agresión no mortal de 40 por cada 100 000 personas, en comparación con la tasa del Bronx de 113 por cada 100 000 y la tasa de toda la ciudad de 59 por cada 100 000. Su tasa de encarcelamiento es de 225 por cada 100 000 habitantes, en comparación con la tasa del Bronx de 670 por cada 100 000 y la tasa de toda la ciudad de 425 por cada 100 000.: 8 
De los cinco delitos mayores violentos (asesinato, violación, agresión grave, robo y allanamiento de morada), el distrito electoral 50 tuvo una tasa de 363 delitos por cada 100 000 residentes en 2019, en comparación con el promedio del Bronx de 851 delitos por cada 100 000 y el promedio de toda la ciudad de 572 delitos por 100 000.
En 2019, la mayor concentración de agresiones por delitos graves en Marble Hill fue en Broadway, entre las calles 225 y 228, donde hubo 13 agresiones por delitos graves. La mayor concentración de robos estuvo cerca, en la intersección de Broadway y la calle 225, donde hubo 8 robos.

## Bomberos
Marble Hill cuenta con una estación del Departamento de Bomberos de la Ciudad de Nueva York (FDNY), Engine Co. 81/Ladder Co. 46, en 3025 Bailey Avenue.

## Educación

### Escuelas

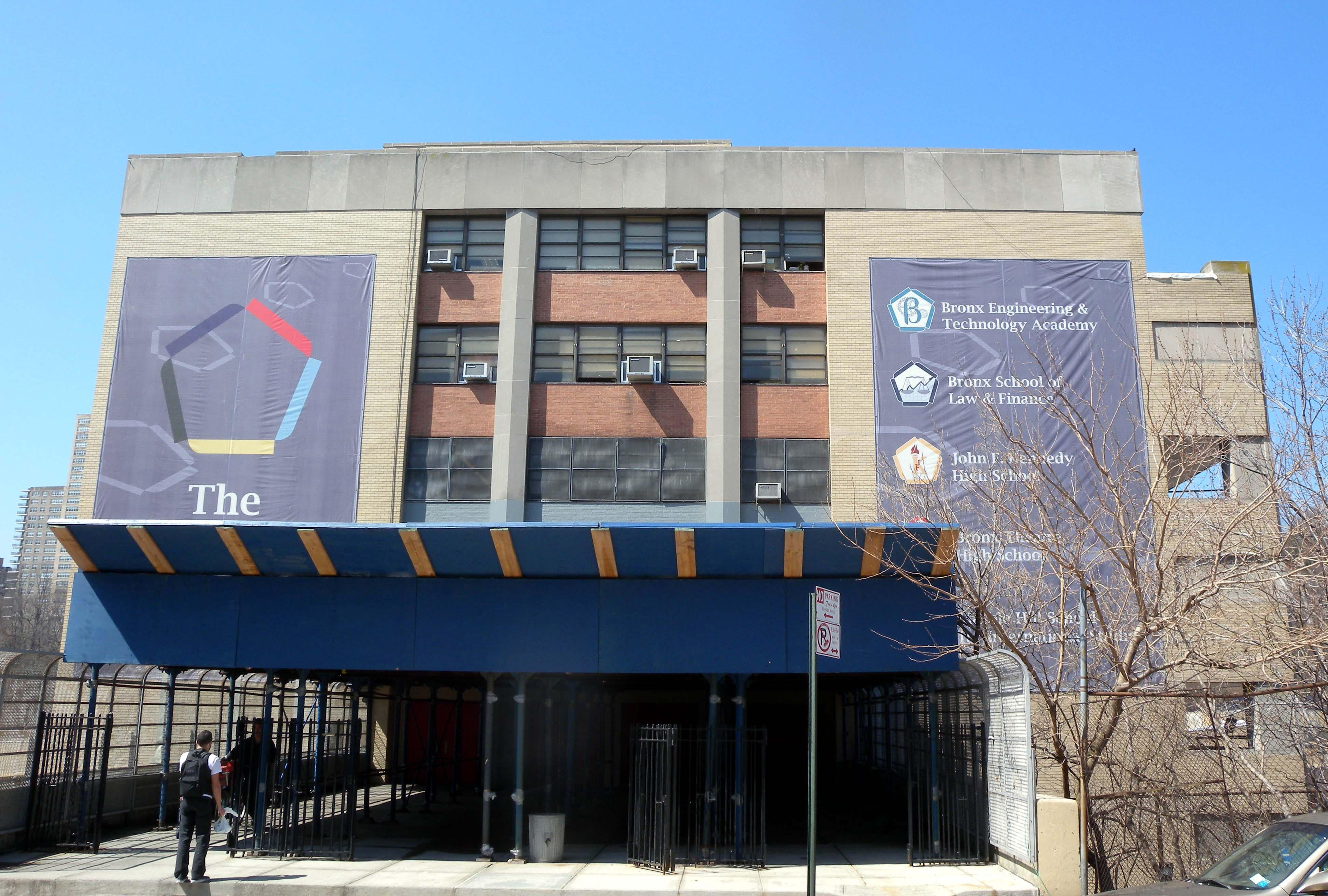
Campus de la escuela secundaria JFK

La escuela secundaria John F. Kennedy se construyó en el antiguo lecho del río en el lado occidental de Marble Hill y se inauguró en septiembre de 1972. A partir del otoño de 2002, se establecieron escuelas secundarias más pequeñas dentro del campus. Debido al bajo rendimiento académico en la década de 2000, así como a una serie de delitos violentos en la escuela (incluido el asesinato de un estudiante), el Departamento de Educación de la ciudad de Nueva York tomó la decisión en el otoño de 2010 de cerrarla, eliminando gradualmente un grado por año hasta 2014. Cerró en 2014 y seis escuelas secundarias especializadas más pequeñas ahora ocupan su campus: cuatro públicas, dos autónomas. Cuatro de estas escuelas se fundaron en 2002, mientras que las otras dos se establecieron en 2011 después de que se tomó la decisión de cerrar la escuela secundaria John F. Kennedy. La escuela primaria pública más cercana es la escuela PS 7 Milton Fein en Kingsbridge, que atiende a los grados K-5.
Las escuelas privadas cercanas incluyen la escuela Horace Mann, la escuela Riverdale Country y la escuela Ethical Culture Fieldston. Las escuelas parroquiales cercanas son Good Shepherd, en Inwood. La escuela parroquial más cercana, St. John's, en Kingsbridge se cerró en 2020. El jardín de infancia de Marble Hill, en Marble Hill Houses, es operado de forma privada con algunos fondos de la ciudad.

### Biblioteca
La Biblioteca Pública de Nueva York (NYPL) opera la sucursal de Kingsbridge en 3874 Sedgwick Avenue.

## Transporte

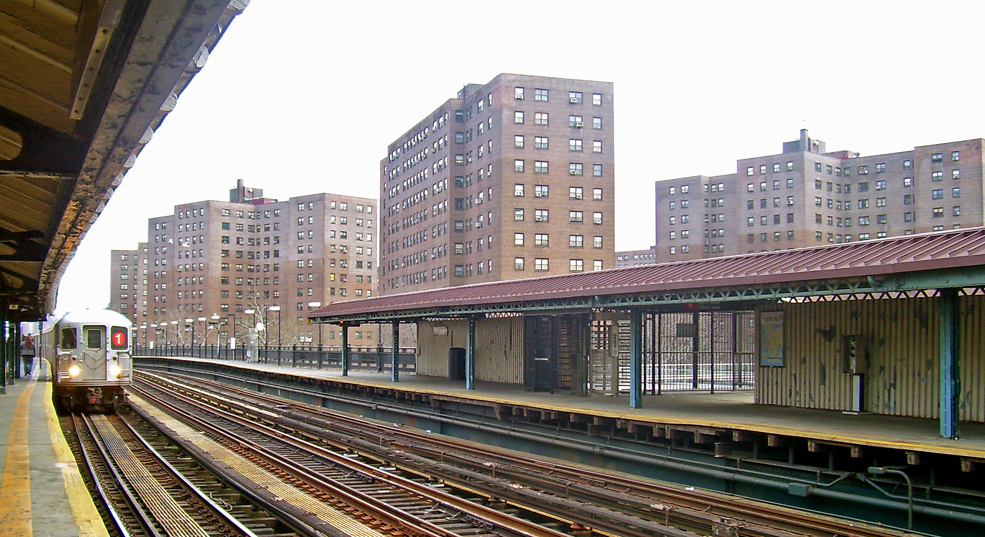
Estación de metro Marble Hill–Calle 225

En 1905–1906, New York Central and Hudson River Railroad construyó la estación Marble Hill como reemplazo de la antigua Kingsbridge Station utilizada por una filial conocida como Spuyten Duyvil and Port Morris Railroad. La estación fue reubicada del lado este de Broadway al lado oeste a fines de la década de 1970 y ahora cuenta con el servicio de la línea Hudson de Metro-North Railroad, que proporciona un servicio ferroviario de cercanías a Grand Central Terminal en el centro de Manhattan, ubicaciones en el Bronx, y apunta al norte. La estación está al pie de un acantilado sustancial.
La Interborough Rapid Transit Company (IRT) amplió su línea Broadway-Seventh Avenue, ahora parte del metro de la ciudad de Nueva York, desde Calle 145 hasta la Van Cortlandt Park–Calle 242 en 1906. Como parte de la construcción, el IRT construyó la estación Marble Hill–Calle 225. Esa estación es servida actualmente por el 1 tren.
La calle principal a través de Marble Hill es Broadway, parte de la Ruta 9 de EE. UU.

## Política
La Oficina del Censo de los Estados Unidos define a Marble Hill como Census Tract 309 del condado de Nueva York. Según el censo de 2010, tenía una población de 8.463 en una superficie de 0,3065 km 2 (0,1183 millas cuadradas, 75,7 acres). Debido a que Marble Hill es legalmente parte de Manhattan, los residentes que sirven como jurados van a los juzgados en Foley Square en el bajo Manhattan.

### Representación política
Políticamente, Marble Hill se encuentra en el distrito 13 del Congreso de Nueva York. Está en el distrito 31 del Senado del Estado de Nueva York, el distrito 72 de la Asamblea del Estado de Nueva York, y el distrito 10 del Consejo de la Ciudad de Nueva York. Bronx Community Board 8 es la junta comunitaria local de Marble Hill. 

### Historia de la disputa política
El 11 de marzo de 1939, como truco publicitario, el presidente del condado de Bronx, James J. Lyons, plantó la bandera del condado de Bronx en el promontorio rocoso de 225th Street y Jacobus Place. Lyons proclamó a Marble Hill como parte del Bronx y exigió la sumisión de sus residentes a ese distrito, diciendo que era "El Bronx Sudetenland", refiriéndose a la anexión de Hitler en 1938 de la región de Sudetenland de Checoslovaquia. El incidente fue recibido con abucheos y palmadas en la nariz por parte de 50 residentes de Marble Hill, quienes se refirieron al esfuerzo como similar a un "Anschluss". Desde entonces, se han producido "anexiones" más alegres.
Los residentes del vecindario deseaban seguir siendo residentes de Manhattan, y se reunieron peticiones y firmas para enviarlas al gobernador Herbert H. Lehman para garantizar que Marble Hill siguiera siendo parte de Manhattan. En 1984, en respuesta a la negativa de un residente de Marble Hill a servir como jurado en un caso de asesinato en Manhattan ese año debido a que el residente afirmó que no era residente del condado de Nueva York y Manhattan, el asunto se resolvió cuando la Legislatura de Nueva York aprobó una legislación que declara que el vecindario forma parte del condado de Nueva York y Manhattan. La confusión fue tan grande que cuando el concejal de la ciudad de Nueva York, Guillermo Linares, fue elegido como representante de Marble Hill en 1991, originalmente pensó que el vecindario era parte del Bronx.

### Servicios

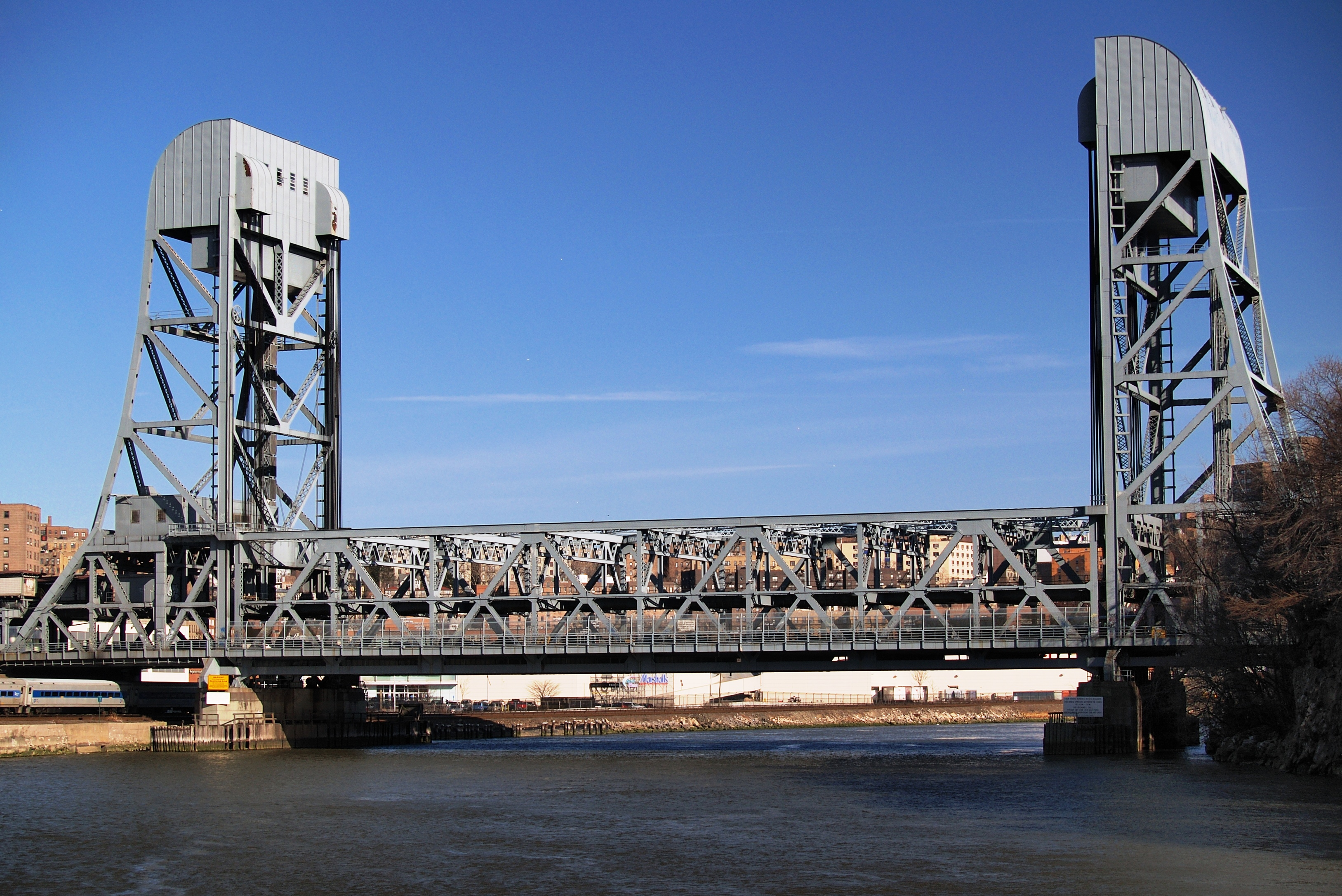
El Puente de Broadway conecta Marble Hill con la isla de Manhattan

Los residentes de Marble Hill siguen siendo parte de un distrito político que incluye las áreas más septentrionales de Manhattan (Washington Heights e Inwood), pero los servicios de la ciudad (como los departamentos de bomberos y policía) vienen y están en el Bronx por razones de comodidad y seguridad, ya que la única conexión por carretera con el resto de Manhattan es un puente levadizo, el Puente de Broadway. Sin embargo, los servicios médicos se brindan desde la isla de Manhattan y los vehículos médicos provienen del Pabellón Allen de la Universidad de Columbia, también conocido como el Hospital Allen, una instalación satélite del Hospital NewYork-Presbyterian.
Marble Hill, junto con Spuyten Duyvil y Kingsbridge en el Bronx, se encuentra dentro del código postal 10463. El prefijo "104" se usa para las localidades del Bronx, mientras que "100" a "102" están reservados para las direcciones de Manhattan (aunque el correo puede enviarse a "Nueva York, Nueva York" utilizando el designador de USPS para Manhattan, o a "Bronx, Nueva York", siempre que el código postal sea exacto). El Servicio Postal de los Estados Unidos opera la oficina de correos de Kingsbridge Station en 5517 Broadway.
En 1984, se creó el código de área 718 a partir del código de área 212 para los distritos de Brooklyn, Queens y Staten Island; Bronx y Marble Hill se agregaron al código de área 718 en 1992. Los residentes de Marble Hill lucharon sin éxito para conservar el código de área 212, que se consideraba más prestigioso que el código de área 718. Desde entonces, Marble Hill ha estado en el código de área 718 (ahora también cuenta con tres códigos superpuestos: 347 y 929 para los distritos exteriores y 917 para toda la ciudad), pero los residentes figuran en las guías telefónicas de Bronx y Manhattan.